# Mozarabische Sprache
Das Mozarabische ist eine Gruppe von iberoromanischen Dialekten, die sich unter arabischer Herrschaft unter den Christen der Iberischen Halbinsel bildeten und etwa bis zum Ende der Reconquista gesprochen wurden. Das Wort mozarabisch leitet sich von der arabischen Bezeichnung mustaʿrib (wörtlich: arabisiert) für die unter arabischer Herrschaft lebenden, aber romanisch sprechenden Christen (Mozaraber) ab.
Die in arabischer Schrift geschriebene romanische Sprache (Aljamiado-Schreibweise) ist stark mit arabischen Wörtern durchsetzt. Sie ist als gesprochene Sprache ausgestorben.

## Sprachliche Merkmale
Das Mozarabische zeigt viele archaische Züge: intervokalische P, T, C blieben stimmlos (nicht lenisiert), die Konsonantennexus PL-, CL-, FL- bleiben erhalten (vgl. lat. PLANTAGINEM > mozarab. plantain; ggü span. llantén), der Infinitiv hat die volle lateinische Endung bewahrt (CANTARE > cantare), lat. AU bleibt erhalten und wird nicht monophthongiert, anlautendes F- wird nicht wie im Mittelspanischen zu [ɸ] (graphisch <h>).
Der Konsonantennexus -CT- ergibt unterschiedlich entweder [xt], [jt] (wie im Portugiesischen) oder [tʃ]: NOCTEM > noçte /noxte/, CE- und CI- werden wie im Italienischen und Rumänischen [tʃ] gesprochen.

### Beispieltext: eine Chardscha aus dem 11. Jahrhundert
Überliefert ist uns das mozarabische Textcorpus vor allem in Gestalt der Chardschas, Liebesgedichte aus dem maurischen Andalusien, dem al-Ándalus des 11. und 12. Jahrhunderts. Die Chardschas gelten als älteste Zeugnisse romanischer Lyrik überhaupt und liegen als Aljamiado-Manuskripte vor, d. h., sie sind mit hebräischen und arabischen Zeichen geschrieben. Sie bilden die Schlussverse von Muwaschschah-Gedichten.
| Mozarabisch transkribiert:                                                                                          | Spanisch: | Katalanisch: | Portugiesisch: | Latein: | Standardarabisch transkribiert:                                                                                      | Deutsch: |
| Mio sîdî ïbrâhîm yâ tú, nuemme dolge! Fente mib de nohte. In non, si non keris, irey-me tib, gari-me a ob legar-te. | Mi señor Ibrahim, ¡oh tú, hombre dulce! Vente a mí de noche. Si no, si no quieres, iréme a ti, dime a dónde encontrarte. | El meu senyor Ibrahim, oh tu, home dolç! Vine a mi de nit. Sinó, si no vols, vindré a tu, digues-me on et trobo. | Meu senhor Ibrahim, ó tu, homem doce! Vem a mim de noite. Se não, se não quiseres, ir-me-ei a ti, diz-me onde te encontro. | O domine mi Ibrahim, o tu, homo dulcis! Veni mihi nocte. Si non, si non vis, ibo tibi, dic mihi ubi te inveniam. | Yā Sīdī Ibrāhīm yā raǧulan ḥulwan! taʿāla ilayya bi-l-lail in kunta lā turīd sa-aḏhabu anā ilayka qul lī ayna aǧiduk | Mein Herr Ibrahim, o du süßer Mann! Komm' zu mir in der Nacht. Wenn nicht, wenn du nicht willst, komme ich zu dir, sage mir, wo ich dich finden kann. |